# La Résurrection du dragon
Pour plus de détails, voir Fiche technique et Distribution.
La Résurrection du dragon (chinois : 李三腳威震地獄門 ; pinyin : Li san jiao wei zhen di yu men) est une comédie fantastique d'arts martiaux de 1977. Ce film de Bruceploitation est notable pour la présence de nombreux personnages issus de la culture pop.
Il met en scène l'esprit de Bruce Lee qui rencontre dans l'outre-tombe plusieurs icônes de la culture pop, y compris Dracula, James Bond, Zatoichi, Clint Eastwood, le Parrain, l'Exorciste et Emmanuelle, qui terrorisent les habitants. Bruce fait équipe avec le sabreur manchot, Caine de la série Kung Fu, et Popeye pour combattre les truands.

## Synopsis
Le film commence par la déclaration suivante : « Ce film est dédié aux millions de spectateurs qui aimaient Bruce Lee. »
Après sa mort, Bruce Lee se réveille dans ce qui s'avère être la cour royale de l'outre-tombe. Il y rencontre le roi de l'outre-tombe avec ses sujets. Alors qu'il questionne les pouvoirs du roi, celui-ci lui montre son mécontentement en secouant une colonne capable de provoquer un tremblement de terre à travers l'outre-tombe, forçant Bruce à faire une pause.
Peu après, Bruce entre dans un restaurant, où il rencontre et se lie d'amitié avec Kwai Chang Caine de la série Kung Fu, Fang Kang le sabreur manchot et Popeye. Il y rencontre aussi un groupe de criminels composé de Dracula, James Bond, Zatoichi, et Trinita (Clint Eastwood), qui, étant morts, terrorisent les habitants de l'après-vie. Il se bat contre eux, mais perd. Il est recueilli par un docteur prénommé Hua Tao, l'ex-médecin du roi qui aide les pauvres, ainsi que sa fille et sa petite-fille. Pour contrer les fréquentes vagues d'attaques de la bande, Bruce met en place une école d'arts martiaux pour aider les victimes à se défendre. 
Entretemps, le groupe criminel, qui inclut également le Parrain, l'Exorciste, et Emmanuelle, se révèle être en train de planifier un coup pour prendre le pouvoir de l'outre-tombe. Ils tentent d'abord d'attirer Bruce à l'aide d'Emmanuelle pour qu'il puisse succomber à son charme. Une fois la supercherie découverte, le Parrain lui propose une alliance avec sa bande, mais Bruce refuse. 
Par la suite, deux des sujets féminins du roi, amoureuses de Bruce, tentent de donner à celui-ci un philtre qui fonctionne uniquement pour les hommes ; s'il est bu par une femme, elle deviendra laide. Ce plan échoue lorsqu'une des femmes tente de séduire Bruce, attirant ainsi la jalousie de l'autre. Elles se bagarrent et font boire le philtre l'un à l'autre, devenant ainsi laides. Plus tard, elles demandent au roi de punir Bruce, prétendant que celui-ci les aurait attaquées. Il refuse en leur expliquant qu'elles doivent se remettre en question si Bruce est trop fort pour elles. Elles insistent en lui parlant de ses sacrifices pour lui jusqu'à ce que l'Exorciste et Emmanuelle entrent. Il chasse les deux filles.
Pendant ce temps, Bruce découvre l'enseigne de son école démontée ainsi qu'un message de Dracula où il provoque Lee en duel, ce qu'il accepte. Déguisé en Kato, Bruce combat le vampire, mais il est cloué au sol par les sbires de la bande. Il réussit cependant à tuer Dracula avec sa troisième jambe. Bruce découvre des documents écrits, prouvant l'existence du mouvement contre le roi, que son adversaire avait sur lui. De retour au palais, Bruce surprend Emmanuelle et le roi en train de faire l'amour, ce dernier ignorant qu'elle le fait dans le but de lui causer un arrêt cardiaque. Il révèle les documents au roi et celui-ci éprouve de la gratitude, proposant à Bruce de devenir son garde du corps personnel, ce qu'il refuse.
Informés par les sbires que le roi a découvert le complot contre lui, les méchants tentent de tuer Bruce, mais celui-ci réussit à vaincre James Bond et Trinita. Tandis que Bruce et ses amis célèbrent sa victoire, le Parrain et l'Exorciste en profitent pour aller tuer le roi. Ce dernier secoue la colonne pour vaincre les deux ennemis, provoquant un tremblement de terre qui cause la mort de plusieurs habitants, y compris le docteur. Les deux traîtres, toujours en vie, réussissent à arracher le roi de la colonne, ce qui arrête le tremblement. Ils s'enfuient de la cour et affrontent Bruce, mais ce dernier réussit à les vaincre.
Bruce décide de faire face au roi, énervé par l'abus de pouvoir de ce dernier. Le roi est cependant assisté par le héros du folklore chinois Zhong Kui, qui invoque une bande de démons pour combattre Bruce. La bataille s'avère être difficile pour Bruce et il est sur le point de perdre jusqu'à ce que Caine, Fang Kang et Popeye arrivent à temps pour l'aider.
Enfin, Bruce et ses alliés émergent triomphant, et le roi demande grâce tandis que les civils de l'outre-tombe, furieux, émergent eux aussi. Le roi offre à Bruce ce qu'il veut pour que ce dernier le laisse en vie, incluant son trône, mais Bruce rejette l'offre. Il permet au roi de garder son trône à condition qu'il le fasse ressusciter et qu'il soit bon envers son peuple. Le roi lui accorde son souhait, et Bruce lévite vers la Terre.

## Fiche technique
- Titre : La Résurrection du Dragon
- Titre original : 李三腳威震地獄門 (Li san jiao wei zhen di yu men)
- Réalisation : Law Kei
- Scénario : Ke Shek, Leung Wai
- Musique : Frankie Chan
- Décors : Pao Su
- Costumes : Kung Chien Kai
- Photographie : Ming Ho
- Montage : Chiang Kuo Chen
- Production : Alex Gouw, H. Gozali
- Société de production : Goldig Films (H.K.) Ltd.
- Société de distribution : 
  - Canada : Golden Harvest Cinema (1977, au cinéma), Citadel Films (1981, au cinéma, version doublée en anglais)
  - France : D.E.C. Films (VHS, édition « cocktail vidéo »)
- Pays de production :  Hong Kong
- Langue originale : cantonais
- Format : couleur — 35 mm — 2,35:1 (anamorphosé) — son monophonique
- Genre : comédie fantastique d'arts martiaux, Bruceploitation
- Durée : 96 minutes
- Dates de sortie :
  - Hong Kong : 25 mars 1977
  - France : 5 juillet 1978

## Distribution
- Bruce Leung : Bruce Lee
- Shin Il-ryong : Le parrain
- Tang Ching : Juge Bao
- Alexander Grand : James Bond
- Jenny : Emmanuelle
- Cheung Lik : Le sabreur manchot
- Bobby Cannavaro : L'homme sans nom (« Trinita » dans la version française)
- Chang Hsi : Dracula
- Eric Tsang : Popeye
- Wong Mei : Zatoichi
- Yuen Siu-tien : Hua Tao

## Accueil
Plusieurs critiques contemporaines ont manifesté de l'affection envers le film. Aucun d'eux ne trouvait que le film bénéficiait d'une bonne réalisation, mais beaucoup l'ont applaudi pour son ridicule et son surréalisme. Dans son essai en trois parties sur la Bruceploitation pour Impact Magazine, Dean Meadows dit :
« La résurrection du dragon fut l'un des films de [Bruceploitation] les plus grands et des plus dingues d'entre tous. Mettant en vedette le moins connu Bruce Liang (sic), ce film était ironique du début à la fin avec un synopsis qui était et qui reste incroyable. Le Petit Dragon a passé l'arme à gauche et est au purgatoire en train d'anticiper le jugement des dieux. Là-bas, il s'embrouille avec un vaste étalage de personnages fictifs et populaires, tous en train d'attendre leur destin individuel. Bond est ici. C'est exact, James Bond, avec le 'prince des ténèbres' Dracula et l'icône érotique, Emmanuelle. Comme si ce n'était pas assez farfelu, Bruce fait équipe avec ses bons amis, Kwai Chang Caine et tenez-vous bien… Popeye pour vaincre l'ennemi ! Bien sûr, le Petit Dragon a une arme secrète, connue simplement comme 'la troisième jambe de Bruce' (ouille !). Le film fut dédié à tous les fans du grand maître, mais bien qu'hilarant aujourd'hui, les audiences n'y verraient pas son humour au moment de sa sortie. »
Dans une critique pour Film Threat, Phil Hall donna quatre étoiles sur un possible cinq au film :
« Qu'est-ce que tout cela à faire avec la postérité de Bruce Lee n'est jamais entièrement clair. Mais quand vous avez un scénario où Clint Eastwood et James Bond tentent de contrôler un purgatoire chinois et que Bruce Lee fait appel à Popeye le marin pour pouvoir sauver la journée (sans compter l'interlude de la distribution pour parler du pénis de Bruce Lee !), il semblerait que la pensée convaincante et cohérente ne soit pas en haut de la liste des priorités. La résurrection du dragon va probablement énerver les enthousiastes de films martiaux et les fans inconditionnels de Bruce Lee, mais cela procurera du plaisir infini à ceux qui aiment regarder des films fous tout en remplissant leurs systèmes avec des chopes de bière sans fin ou avec des bouffées de cannabis. »